# Brunhildesteen

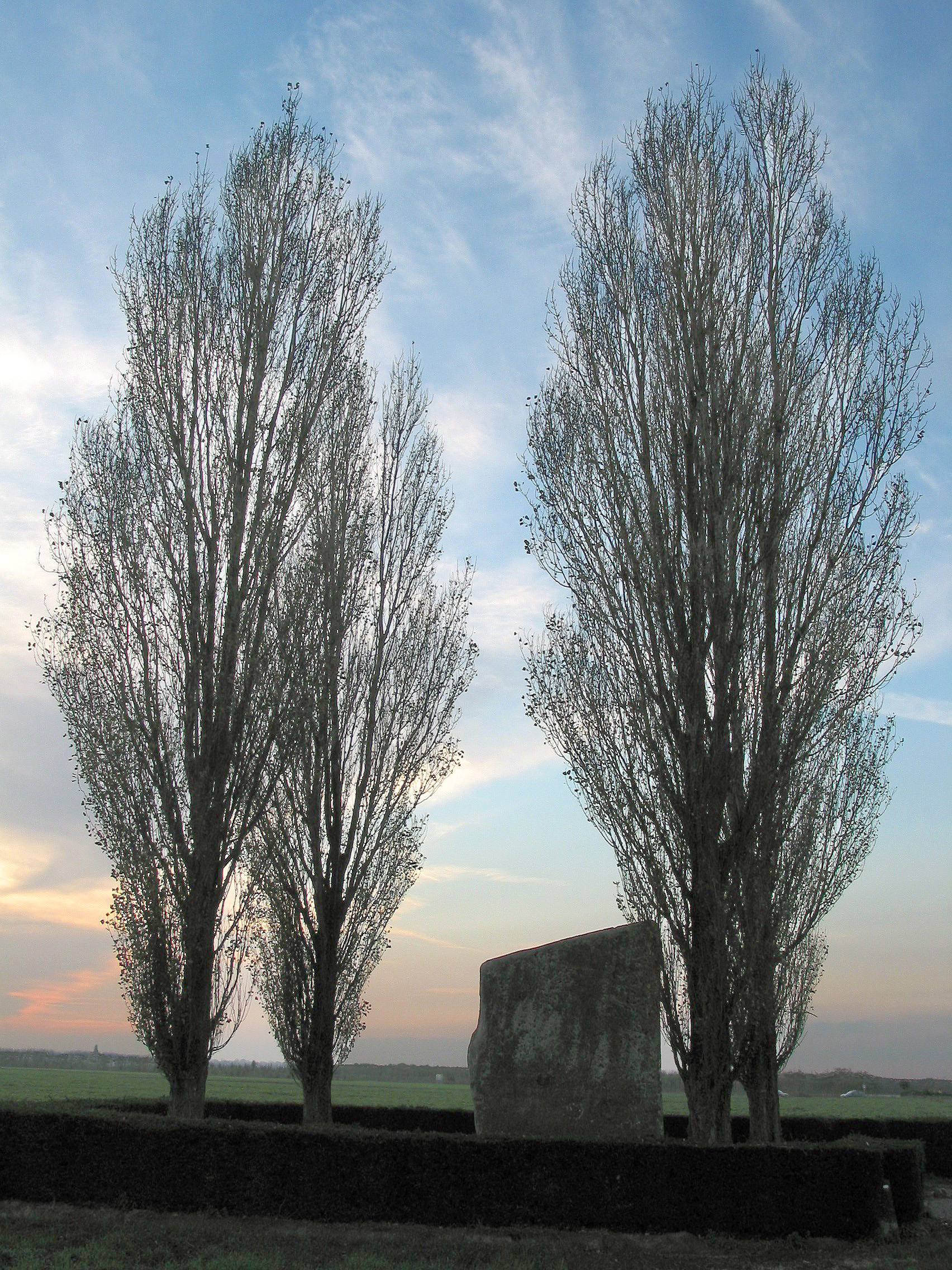
Pierre Brunehaut of Brunhildesteen

De Brunhildesteen (Frans: Pierre Brunehaut) (Neolithicum, ca. 2500 v.Chr.) is de grootste menhir van België. Hij staat te Hollain, in de gemeente Brunehaut, bij Doornik. De megaliet is 2,9 tot 3,2 meter breed, tussen de 4,2 meter en 3,5 meter hoog en zowat 60 cm dik. Hij weegt ongeveer 25 ton.
Het oudste document waarop hij vermeld staat betreft een gravure uit 1773 die een gekantelde steen toont. De steen zou rond 1819 terug rechtgezet worden op bevel van de autoriteiten. In de buurt, ten zuiden van de steen zijn diverse gebruiksvoorwerpen gevonden uit vuursteen. Hij is geklasseerd als monument in 1934.
Hij vormt tevens de bron voor velerlei volksverhalen. Volgens een van die verhalen is de steen opgericht op de plaats waar het lijk van Brunhilde gevonden werd, nadat zij, vastgebonden aan een galopperend paard, ter dood was gebracht.
Volgens een andere legende had O.L.Vrouw de steen bestemd voor de Onze-Lieve-Vrouwekathedraal (Doornik). Toen zij hoorde dat de kathedraal al voltooid was, liet zij de steen in Hollain achter en steeg op ten hemel.
Er wordt ook verteld dat, als de steen omvalt, de wereld vergaat.